# Stade Albert-Serraz
Le stade Albert-Serraz est le stade municipal de rugby de Montmélian. Il est occupé par l’US Montmélian,.